# Robert W. Farquhar
Pour les articles homonymes, voir Farquhar.
Robert W. Farquhar, né le 12 septembre 1932 à Chicago (Illinois) et mort le 18 octobre 2015 à Burke (Virginie), est un spécialiste de conception de missions spatiales qui travaillait pour la NASA. Il est le créateur des orbites de halo autour des points de Lagrange et a été responsable de plusieurs missions d'exploration du système solaire.

## Jeunesse
Né Robert Greener, il grandit à Chicago. Alors qu'il a 13 ans, sa mère se remarie, et il est adopté par son beau-père Frank Farquhar. Il est diplômé de la Parker High School en 1950.
Il rejoint l'armée en avril 1951 et suit un entraînement de parachutiste avant d'être déployé à Fort Bragg dans la 82e division aéroportée. Fin 1952, Farquhar demande à être transféré dans une division prenant part à la Guerre de Corée. Il est déployé dans le 187e régiment d’infanterie au Japon, puis à Gimpo en Corée, et se retrouve en première ligne jusqu'au cessez-le-feu.
De retour aux États-Unis, Farquhar étudie à l'université de l'Illinois et obtient son baccalauréat universitaire d'ingénierie aéronautique en 1959. Il obtient ensuite sa maîtrise universitaire à l'université de Californie à Los Angeles, puis son doctorat en astronautique à l'université Stanford en 1968.

## Carrière
Robert Farquhar a travaillé pour la NASA pendant 23 ans. Son travail doctoral sur les points de libration a servi de socle pour établir l'orbite du satellite ISEE 3. Il a ensuite élaboré une trajectoire permettant de détourner le satellite de sa mission initiale, et d'approcher la comète de Giacobini-Zinner dès 1985. Cela lui vaudra une lettre de félicitations du président Ronald Reagan. En 2014, à l'occasion du retour de la sonde ISEE 3 près de la Terre, Farquhar a participé au projet ISEE 3 Reboot visant à reprendre le contrôle de la sonde et à la renvoyer vers son orbite initiale.

## Honneur
L'astéroïde (5256) Farquhar porte son nomm. L'astéroïde (5947) Bonnie est nommé d'après sa première femme, Bonnie Gail Farquhar (1936–1993), et l'astéroïde (5957) Irina est nommé d'après sa seconde femme, Irina Victorovna Farquhar.